# Audioslave
Audioslave war eine US-amerikanische Alternative-Rock-Band, die 2001 in Glendale, Kalifornien gegründet wurde. Die Band bestand aus Chris Cornell, dem damals ehemaligen Sänger der Band Soundgarden, und den Instrumentalisten der Band Rage Against the Machine. Am 15. Februar 2007 verließ Sänger Chris Cornell Audioslave, was zur Auflösung der Gruppe führte.

## Geschichte
Nachdem Zack de la Rocha der Band Rage Against the Machine den Rücken zugewandt hatte und kein Nachfolger in Sicht war, spielten die verbliebenen Mitglieder probeweise mit Chris Cornell ein paar Stücke ein. Im Mai 2001 wurden mit Produzent Rick Rubin innerhalb von 19 Tagen 21 Songs eingespielt. Ende März 2002 stieg Sänger Cornell allerdings aus dem Bandprojekt, das zur damaligen Zeit noch den Namen „Civilian“ trug, aus, ohne Gründe für diese Entscheidung zu nennen. Erst nach einem Wechsel des Managements war Cornell zu einer Rückkehr zu bewegen. Anschließend wurde der Band im September der Name „Audioslave“ gegeben.
Am 19. November 2002 erschien die erste LP Audioslave, diese wurde mit fünf Millionen verkauften Exemplaren weltweit zu einem Erfolg. Kurze Zeit später folgten die Singles Cochise, Like a Stone und Show Me How to Live. Die Meinung der Fachpresse war hingegen geteilt, da man vielfach der Ansicht war, dass die Band ihr Potential insgesamt zu wenig nutze. Gegenüber Rage Against the Machine traten politische Inhalte in den von Cornell verfassten Texten in den Hintergrund, auch wenn Morello Stellung gegen den Irakkrieg bezog und die Band als erste US-amerikanische Rockband am 6. Mai 2005 mit Genehmigung der Vereinigten Staaten und Kubas auf dem Anti-Imperialist Plaza in Havanna ein Konzert vor zehntausenden Fans spielte (siehe unten).
Im Mai 2005 erschien das zweite Album Out of Exile. Es stieg in den US-amerikanischen Charts auf Platz 1 ein und erreichte zahlreiche Top-Ten-Platzierungen in anderen Ländern. Die erste Single-Auskopplung war Be Yourself. Diese Single wurde dann als Titeltrack für die ARD Sportschau erkoren. Zur gleichen Zeit tourte Audioslave erstmals durch Europa. Im September 2006 erschien das dritte Album Revelations.
Erste Gerüchte um eine Trennung tauchten bereits kurz danach auf, weil Audioslave bekanntgaben, mit dem Album nicht auf Tour zu gehen. Stattdessen traten die drei Instrumentalisten der Band im Januar 2007 erstmals wieder als Rage Against the Machine mit Zack de la Rocha auf. Die Trennungsgerüchte rund um Audioslave wurden dann am 15. Februar 2007 endgültig bestätigt, als Chris Cornell gegenüber der Presse bekannt gab, dass er Audioslave aufgrund „unüberwindbarer persönlicher Konflikte sowie musikalischer Differenzen“ verlassen habe. Gleichzeitig wünschte er den verbleibenden drei Bandmitgliedern alles Gute für die Zukunft. Als Grund für seinen Ausstieg nannte Cornell zudem, dass er sich auf seine Solokarriere konzentrieren wolle. In einem Interview von Metal Hammer gaben auch die drei übrigen Mitglieder von Audioslave 2007 bekannt, dass die „Chemie“ zwischen ihnen und Cornell nicht mehr gestimmt habe. Sie bestätigten das Ende der Band und kündigten an, fortan wieder mit Rage Against the Machine weiterzumachen. Tom Morello gab außerdem als Grund an, dass ihm sein Solo-Projekt The Nightwatchman, das er schon 2003 live vorstellte, wichtiger sei als Audioslave.
Ende Januar 2017 spielte die Band zum ersten Mal seit der Auflösung wieder zusammen auf dem Anti-Inaugural Ball in Los Angeles mit anderen Bands. Grund war der Protest gegen die Amtseinführung vom 45. US-Präsidenten Donald Trump. Aufgrund des Suizids von Chris Cornell am 17. Mai 2017 stellte dies auch den letzten Live-Auftritt der Band dar.

## Wichtige Auftritte
Im Mai 2005 traten Audioslave als erste US-amerikanische Rockband vor 60.000 Zuschauern in einem von der US-Regierung autorisierten Konzert in Havanna (Kuba) auf, wovon im November 2005 eine Live-DVD erschien.
Neben gewöhnlichen Konzerten war Audioslave oft auf groß angelegten Musik-Festivals – z. B. dem Hurricane-, Novarock- oder dem Rock-am-Ring-Festival – zu sehen. Eine besondere Rolle spielte das Live-8-Festival, das 2005 zu Gunsten armer und hungerleidender Menschen abgehalten wurde.
Auf vielen ihrer Konzerte griffen Audioslave auf die unterschiedlichen Wurzeln ihrer Mitglieder zurück – so wurden den Konzertbesuchern oft auch bekannte Songs von Soundgarden (z. B. Black Hole Sun und Spoonman), sowie auch von Rage Against the Machine (z. B. Killing in the Name und Bulls on Parade) präsentiert.

## Stil
Die Band legte, wie auch ihre beiden Vorgängergruppen, Wert darauf, sämtliche Klänge ohne Synthesizer zu erzeugen. Audioslave versuchten dabei, einen Gegenpol zu den ihrer Ansicht nach gehypten Nu-Metal-Bands zu stellen, die um 2000 große Erfolge gefeiert hatten. Audioslave produzierten sowohl energische Gitarrenklänge als auch ruhigere Klangspektren. In vielen ihrer Lieder findet man eine Kombination aus diesen Komponenten. Harte Refrains stehen somit in unmittelbarer Verbindung zu ruhigen Strophen, wodurch Audioslave ihren individuellen Stil entwickelten, der den rifflastigen Crossover von Rage Against the Machine und teilweise auch Soundgarden mit ruhigeren Songs und teils introvertierten Texten von Cornell verband.

## Diskografie
Studioalben

| Jahr | Titel Musiklabel          | Höchstplatzierung, Gesamtwochen, AuszeichnungChartplatzierungen (Jahr, Titel, Musiklabel, Platzierungen, Wochen, Auszeichnungen, Anmerkungen) | Höchstplatzierung, Gesamtwochen, AuszeichnungChartplatzierungen (Jahr, Titel, Musiklabel, Platzierungen, Wochen, Auszeichnungen, Anmerkungen) | Höchstplatzierung, Gesamtwochen, AuszeichnungChartplatzierungen (Jahr, Titel, Musiklabel, Platzierungen, Wochen, Auszeichnungen, Anmerkungen) | Höchstplatzierung, Gesamtwochen, AuszeichnungChartplatzierungen (Jahr, Titel, Musiklabel, Platzierungen, Wochen, Auszeichnungen, Anmerkungen) | Höchstplatzierung, Gesamtwochen, AuszeichnungChartplatzierungen (Jahr, Titel, Musiklabel, Platzierungen, Wochen, Auszeichnungen, Anmerkungen) | Höchstplatzierung, Gesamtwochen, AuszeichnungChartplatzierungen (Jahr, Titel, Musiklabel, Platzierungen, Wochen, Auszeichnungen, Anmerkungen) | Anmerkungen                                                   |
| Jahr | Titel Musiklabel          | DE | AT | CH | UK | US | Rock | Anmerkungen                                                   |
| ---- | ------------------------- | --- | --- | --- | --- | --- | --- | ------------------------------------------------------------- |
| 2002 | Audioslave Epic Records   | DE39 Gold · (18 Wo.)DE | AT53 (4 Wo.)AT | CH34 (17 Wo.)CH | UK19 Platin · (28 Wo.)UK | US7 ×3Dreifachplatin · (100 Wo.)US | Rock9 (3 Wo.)Rock | Erstveröffentlichung: 19. November 2002 Verkäufe: + 3.990.860 |
| 2005 | Out of Exile Epic Records | DE6 (12 Wo.)DE | AT8 (12 Wo.)AT | CH7 (13 Wo.)CH | UK5 Gold · (5 Wo.)UK | US1 Platin · (39 Wo.)US | — | Erstveröffentlichung: 23. Mai 2005 Verkäufe: + 1.285.000      |
| 2006 | Revelations Epic Records  | DE8 (6 Wo.)DE | AT6 (5 Wo.)AT | CH8 (5 Wo.)CH | UK12 Silber · (3 Wo.)UK | US2 Gold · (20 Wo.)US | Rock1 (7 Wo.)Rock | Erstveröffentlichung: 1. September 2006 Verkäufe: + 652.500   |

grau schraffiert: keine Chartdaten aus diesem Jahr verfügbar

## Musikbücher
- Audioslave: Audioslave. Verlag Hal Leonard Corporation, September 2003, Februar 2005 neue Auflage, ISBN 0-634-05731-6 (englisch).
- Audioslave: Out of Exile. Gitarre, Tabulatur: Out of Exile TAB (Guitar Recorded Versions). Verlag Hal Leonard, Oktober 2005, ISBN 1-4234-0173-5 (englisch).
- Pete Billmann: Audioslave: Revelations (Guitar Recorded Versions). Verlag Hal Leonard Publishing Corporation, März 2007, ISBN 1-4234-2446-8. (englisch)